# Walter Villadei
Walter Villadei (* 29. April 1974 in Rom, Italien) ist ein italienischer Kampfpilot und Raumfahrer.

## Ausbildung und Beruf
Villadei begeisterte sich seit seiner frühen Kindheit für das Flugwesen, den Weltraum und die Raumfahrt. Nach seinem Abitur im Jahr 1993 absolvierte er bis 1998 ein Studium für Luft- und Raumfahrttechnik an der Universität Neapel Federico II und machte dort seinen Master. Außerdem nahm er an der Universität La Sapienza in Rom an einer speziellen Ausbildung für Raumfahrtingenieure (Scuola di Ingegneria aerospaziale) teil. Nach dem Studium ging er als Ingenieur zur 46ª Brigata Aerea der Luftstreitkräfte in Pisa. Dort war er für Effizienz und Wartung der Flugzeuge Aeritalia G.222, Lockheed C-130 und Alenia C-27J verantwortlich.
2003 wurde Villadei zum Generalstab der Luftstreitkräfte (Stato Maggiore Aeronautica – SMA) versetzt, der ein verstärktes Interesse an der Raumfahrt entwickelte. Er war dort für Raumfahrtangelegenheiten, ferngesteuerte Flugzeuge und das Eurofighter-Programm verantwortlich. Von 2014 bis 2018 war er Mitglied der technisch-wissenschaftlichen Abteilung der Agenzia Spaziale Italiana und nationaler Vertreter bei der Europäischen Kommission für die Initiative Space Surveillance and Tracking Support Framework. Von 2017 bis 2022 leitete er das Büro für Raumfahrt der Luftfahrt. Villadei ist Oberst der italienischen Luftwaffe (ItAF) und seit 2022 Leiter der Repräsentanz der ItAF in Houston, USA, wo er kommerzielle Raumfahrtinitiativen überwacht.

## Raumfahrtmissionen, Vorbereitung und Teilnahme
Villadei arbeitete als Flugingenieur für C-130J und G-222. Er flog die Aermacchi MB-339 und den Eurofighter Typhoon. Er hat Erfahrung im Überlebenstraining zu Lande, zu Wasser und im Winter. Villadei hat an mehreren militärischen Einsätzen im Ausland teilgenommen, darunter an der Operation Enduring Freedom in Afghanistan, an der Mission der Vereinten Nationen in Äthiopien und Eritrea und an der Operation Antica Babilonia im Irak. Er nahm auch an mehreren Flugübungen teil, beispielsweise an Red Flag.
Von 2011 bis 2012 nahm Villadei am russischen Kosmonautentraining im Juri-Gagarin-Kosmonautentrainingszentrum im Sternenstädtchen nordöstlich von Moskau in Russland teil. Dort erhielt er eine Ausbildung als Sojus-Flugingenieur und Lehrgänge zur Benutzung des Orlan-Raumanzuges und des russischen Segmentsystems der Internationalen Raumstation (ISS). Außerdem eignete er sich Kenntnisse der russischen Sprache an.
Von 2014 bis 2018 absolvierte Villadei mehrere Raumfahrertrainings, darunter die Humanzentrifuge, die Hypobarische Kammer und Überlebenstraining.

### Mission Galactic 01
2021 wurde Villadei für den ersten kommerziellen Flug der VSS Unity ausgewählt, der am 29. Juni 2023 stattfand. Er dauerte 90 Minuten und erreichte eine Höhe von 85 Kilometern. Nach US-amerikanischem Verständnis war dies ein Raumflug, obwohl die international anerkannte Grenze zum Weltraum in 100 km Höhe nicht erreicht wurde. Auf dem Flug wurden 12 technische und physiologische Experimente durchgeführt. Villadei war Leiter der Mission, an der zwei weitere Italiener teilnahmen. Er trug einen sogenannten smart suit, einen Anzug, der mit Sensoren ausgestattet ist, die die Körperreaktionen messen. Villadei bediente die in einem Rack untergebrachten Experimente.

### Axiom-Missionen
2022 war Villadei Mitglied der Ersatzmannschaft des Flugs Axiom Mission 2 zur Internationalen Raumstation. Für die Axiom Mission 3 wurde er als Pilot ausgewählt. Zusammen mit Michael López-Alegría, Alper Gezeravcı und Marcus Wandt brach er am 18. Januar 2024 in einer Dragon-2-Kapsel, gestartet von einer Falcon-9-Rakete, zu einem geplanten 14-tägigen Aufenthalt auf der ISS auf, die Rückkehr erfolgte am 9. Februar 2024.

## Privatleben und Hobbys
Villadei ist verheiratet und hat drei Töchter. Seine Hobys sind Laufen, Schwimmen, Gerätetauchen und Fliegen. Villadei hat eine Ultralight private license.

## Veröffentlichungen (Auswahl)
- Elena Vellutini, Germano Bianchi, C. Pardini, Luciano Anselmo, Tonino Pisanu, Pierluigi Di Lizia, Fabrizio Piergentili, F. Monaci, M. Reali, Walter Villadei, Alberto Buzzoni, G. D’amore, Evelina Perozzi: Monitoring the final orbital decay and the re-entry of Tiangong-1 with the Italian SST ground sensor network. In: Journal of Space Safety Engineering. 7(4), 2020. doi:10.1016/j.jsse.2020.05.004
- Matteo Losacco, Pierluigi Di Lizia, Mauro Massari, Germano Bianchi, Giuseppe Pupillo, Andrea Mattana, Giovanni Naldi, Claudio Bertolotti, Mauro Roma, Marco Schiaffino, Federico Perini, Luca Lama, Alessio Mazro, Denis Cutaiar, Josef Borg, Walter Villadei, Marco Reali: The Multibeam Radar Sensor BIRALES: Performance Assessment for Space Surveillance and Tracking. 2019 IEEE Aerospace Conference, doi:10.1109/AERO.2019.8741525
- Matteo Losacco, Pierluigi Di Lizia, Mauro Massari, Andrea Mattana, Federico Perini, Marco Schiaffino, Claudio Bortolotti, Mauro Roma, Giovanni Naldi, Giuseppe Pupillo, Germano Bianchi, Denis Cutajar, Alessio Magro, Claudio Portelli, Marco Reali, Walter Villadei: Orbit Determination of Resident Space Objects with the Multibeam Radar Sensor BIRALES. 2018, doi:10.2514/6.2018-0729, Conference: 2018 Space Flight Mechanics Meeting
- Alessandro Morselli, Pierluigi Di Lizia, Germano Bianchi, Claudio Bortolotti, S. Montebugnoli, Giovanni Naldi, Federico Perini, Giuseppe Pupillo, Mauro Roma, Marco Schiaffino, Andrea Mattana, Emma Salerno, Alessio Magro, Kristian Zarb Adami, Roberto Armellin, Andrea Lazzareschi, Walter Villadei, Ferdinando Dolce, Marco Reali, Jacopo Paoli: A new high sensitivity radar sensor for space debris detection and accurate orbit determination. 2015, Proceedings of the 2nd IEEE International Workshop on Metrology for AeroSpace, doi:10.1109/MetroAeroSpace.2015.7180719
- L. Santo, F. Quadrini, Walter Villadei, G. Mascetti, V. Zolesi: Shape Memory Epoxy Foams and Composites: Ribes_foam2 Experiment on Spacecraft “Bion-m1” and Future Perspective. 2015, Procedia Engineering 104 (online)
- Loredana Santo, Fabrizio Quadrini, Antonio Accettura, Walter Villadei: Shape Memory Composites for Self-deployable Structures in Aerospace Applications. 2014, Procedia Engineering 88 (online)
- Loredana Santo, Fabrizio Quadrini, Erica Anna Squeo, Ferdinando Dolce, Gabriele Mascetti, Delfina Bertolotto, Walter Villadei, Pier Luigi Ganga, Valfredo Zolesi: Behavior of Shape Memory Epoxy Foams in Microgravity: Experimental Results of STS-134 Mission. 2012, Springer, Microgravity science and technology, Bd. 24. DNB 1193977169